# Оцинє
Оцинє (словен. Ocinje) — поселення в общині Рогашовці, Помурський регіон, Словенія. Висота над рівнем моря: 292 м.